# Кубок Чернігівської області з футболу 2013
Кубок Чернігівської області з футболу 2013 — 65-й розіграш Кубка Чернігівської області з футболу.
На всіх етапах турніру зустрічі команд складаються з одного матчу.

## Учасники
В цьому розіграші Кубка взяли участь 18 клубів. 14 колективів почали змагання із стадії 1/8 фіналу. Ще 4 із попереднього раунду.
| 1/8 фіналу: - «Авангард» (Корюківка) - ФК «Борзна» (Борзна) - «Дужба-Нова» (Варва) - «Ефес» (Чернігів) - «Єдність» (Плиски) - «Зміна» (Борзна) - «Колос» (Смолянка) - ФК «Короп» (Короп) - «ЛКТ» (Чернігів) - ФК «Ніжин» (Ніжин) - «Ніка» (Чернігів) - ФК «Прилуки» (Прилуки) - «Ревна» (Семенівка) - «ЮСБ» (Чернігів) | Попередній раунд - «Біг-Поль» (Козелець) - «Єдність» (Чемер) - «Зірка» (Корюківка) - «Штурм» (Жовтневе) |

## Попередній раунд
Матчі попереднього раунду відбулися 20 квітня 2013 року.
| № | Команда 1   | Команда 2 | Рахунок |
| - | ----------- | --------- | ------- |
| 1 | «Біг-Поль»  | «Штурм»   | 2:0     |
| 2 | «Єдність» Ч | «Зірка»   | 2:3     |

## 1/8 фіналу
Матчі 1/8 фіналу відбулися 27 квітня 2013 року.
| № | Команда 1    | Команда 2    | Рахунок |
| - | ------------ | ------------ | ------- |
| 1 | «Дужба-Нова» | ФК «Прилуки» | 4:0     |
| 2 | «Зміна»      | «Авангард»   | 0:4     |
| 3 | «Зірка»      | «Єдність» П  | 0:4     |
| 4 | ФК «Борзна»  | ФК «Короп»   | 1:0     |
| 5 | «Ніка»       | ФК «Ніжин»   | 0:2     |
| 6 | «Біг-Поль»   | «Ревна»      | 2:1     |
| 7 | «Ефес»       | «ЛКТ»        | 1:5     |
| 8 | «Колос»      | «ЮСБ»        | 0:1     |

## 1/4 фіналу
Матчі 1/4 фіналу відбулися 4 травня 2013 року.
| № | Команда 1    | Команда 2  | Рахунок           |
| - | ------------ | ---------- | ----------------- |
| 1 | «Єдність» П  | «ЛКТ»      | 1:2               |
| 2 | «Дужба-Нова» | ФК «Ніжин» | 2:3               |
| 3 | ФК «Борзна»  | «ЮСБ»      | 1:4               |
| 4 | «Біг-Поль»   | «Авангард» | 1:1 (по пен. 7:8) |

## 1/2 фіналу
Матчі 1/2 фіналу відбулися 8 травня 2013 року.
| № | Команда 1 | Команда 2  | Рахунок           |
| - | --------- | ---------- | ----------------- |
| 1 | «ЛКТ»     | «Авангард» | 1:1 (по пен. 3:4) |
| 2 | «ЮСБ»     | ФК «Ніжин» | 0:3               |

## Фінал
Фінальний поєдинок відбулвся 15 травня 2013 року в м. Ніжин, на стадіоні «Спартак».
| № | Команда 1  | Команда 2  | Рахунок           |
| - | ---------- | ---------- | ----------------- |
| 1 | «Авангард» | ФК «Ніжин» | 4:4 (по пен. 5:3) |